# Крёф
Крёф (нем. Kröv) — община в Германии, в земле Рейнланд-Пфальц. 
Входит в состав района Бернкастель-Витлих. Подчиняется управлению Крёф-Баузендорф.  Население составляет 2243 человека (на 31 декабря 2010 года). Занимает площадь 14,75 км².
Местная винодельня Staffelter Hof претендует на право считаться одной из старейших фирм мира.

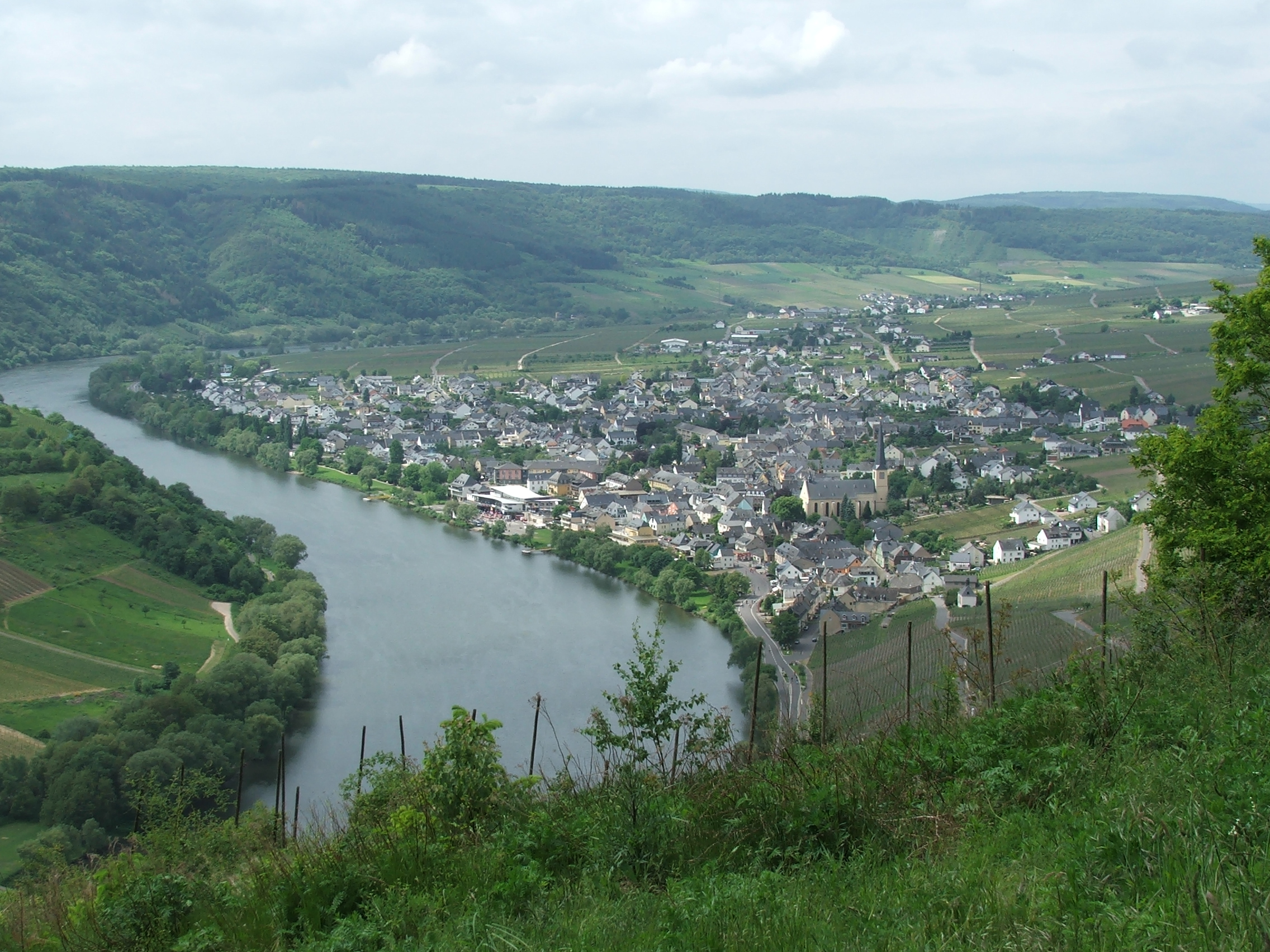
Крёф - панорама.